# Alcetas I của Ipiros
Alcetas I (tiếng Hy Lạp: Ἀλκέτας) (390/385 – 370 TCN) là một vị vua của Ipiros, con trai của Tharrhypas.

## Tiểu sử
Alcetas đã bị trục xuất khỏi vương quốc của ông mà không rõ lý do gì, và đã ẩn náu tại chỗ của Dionysios I của Syracuse, nhờ ông ta mà ông đã được khôi phục lại ngôi vua.
Sau khi Alcetas được khôi phục, ông đã liên minh với người Athen, và với Jason của Pherae, vị Tagus của Thessaly. Vào năm 373 TCN, ông đã xuất hiện tại Athens cùng với Jason, nhằm mục đích biện hộ cho vị tướng Athen là Timotheos, và nhờ vào ảnh hưởng của họ cho nên ông ta đã được tha bổng.
Sau khi Alcetas qua đời, vương quốc đã được phân chia giữa hai người con của ông, Neoptolemos I và Arybbas.